# جيسيكا رو
جيسيكا جون رو (بالإنجليزية: Jessica Rowe)‏ (من مواليد 22 يونيو 1970) صحفية ومؤلفة ومقدمة تلفزيونية أسترالية .

## روابط خارجية
- Official website
- جيسيكا رو على موقع IMDb (الإنجليزية)
- جيسيكا رو على موقع قاعدة بيانات الفيلم (الإنجليزية)
- "Jessica Rowe – My Best Times" in Good Medicine magazine, October 2004
- "Out of the darkness" Sixty Minutes, 29 February 2004